# Dom parafialny w Nowej Sobótce
Dom parafialny w Nowej Sobótce – zabytkowy budynek będący własnością parafii Kościoła Starokatolickiego Mariawitów w Nowej Sobótce. Obiekt został wybudowany z czerwonej cegły w stylu neogotyckim w roku 1907. Obecnie stanowi siedzibę Centrum Wielokulturowości „Dom na Skrzyżowaniu” im. siostry Marii Elizy Patory. W przeszłości pełnił funkcję klasztoru Zgromadzenia Sióstr Mariawitek, które prowadziły w nim liczne instytucje charytatywne.   

## Położenie
Budynek znajduje się w środkowej części Nowej Sobótki, w gminie Grabów, powiecie łęczyckim, województwie łódzkim, przy tak zwanym Trakcie Napoleońskim, na skrzyżowaniu dróg prowadzących do Krośniewic, Mazewa, Starej Sobótki i Rochówka. 
Wraz z kościołem, budynkami gospodarczymi, ogrodem i cmentarzem stanowi cenne założenie architektoniczne o dużej wartości historycznej, artystycznej i kulturowej. 

## Architektura
Budynek został wzniesiony w stylu neogotyckim z czerwonej cegły na planie prostokąta z sienią na osi, na przestrzał.  
Dwutraktowy z silnie wysuniętym ryzalitem gankowo-balkonowym od frontu. Dom posiada trzy kondygnacje i strych oraz miejscowe podpiwniczenie w jednym z pomieszczeń. Budynek kryty dachem czterospadowym. W dachu elewacji bocznej po dwie facjaty. W elewacji ogrodowej i frontowej jedna (oryginalnie były trzy facjaty). Facjaty kryte daszkami dwuspadowymi, z wyciętymi ząbkami w okapie.  
Dom parafialny został wpisany wraz z kościołem do Rejestru Zabytków Nieruchomych Województwa Łódzkiego (decyzja nr 310/52 z dn. 21 maja 1984 r.). 

## Historia
Pierwotnie dom parafialny z przeznaczeniem na działalność społeczną parafii miał znajdować się naprzeciwko kościoła rzymskokatolickiego pw. św. Mateusza Apostoła w Starej Sobótce, po drugiej stronie drogi. Z inicjatywy proboszcza o. Jana Marii Michała Kowalskiego, w 1905 roku rozpoczęto składować materiał pod jego budowę. Prace rozpoczęte zostały w 1906 i kontynuowane przez kolejnych proboszczów: o. Czesława Marię Polikarpa Kahla i Leona Marię Andrzeja Gołębiowskiego.  
Z powodu klątwy papieskiej rzuconej na św. Marię Franciszkę Kozłowską i o. Kowalskiego 5 grudnia mariawici byli zmuszeni opuścić zajmowane przez nich obiekty będące własnością Kościoła rzymskokatolickiego. W połowie grudnia 1906 roku dom parafialny w Starej Sobótce został rozebrany, a w ciągu jednej doby cegła przeniesiona została na Nową Sobótkę, gdzie na wiosnę 1907 roku rozpoczęto budowę kościoła i domu parafialnego. Pracami nadzorował ówczesny proboszcz parafii mariawickiej w Sobótce ks. Tomasz Maria Gabriel Krakiewicz.  
Dom parafialny wybudowany został dla potrzeb nowo powstałej parafii mariawitów, nie była to plebania, gdyż mieszkania dla duchownych pełniących posługę przy parafii znajdowały się w tylnej części kościoła.  
Był to klasztor Zgromadzenia Sióstr Mariawitek, w którym siostry zakonne prowadziły bezpłatną ochronkę dla dzieci, szkołę elementarną, sierociniec, bibliotekę z czytelnią, internat i warsztaty przysposobienia zawodowego dla dziewcząt. Powstały także zabudowania gospodarcze, sklep spożywczy, mleczarnia, piekarnia, szwalnia, trykociarnia i tkalnia. Między kościołem a cmentarzem urządzono ogród warzywno-kwiatowy i sad, ponadto siostry prowadziły duże gospodarstwo rolne i szyły kołdry. Ze wspomnianej aktywności gospodarczej utrzymywały działalność oświatową, charytatywną i społeczną.  
Od 1929 roku domem opiekowała się siostra kapłanka Maria Eliza Patora, która była przełożoną miejscowego domu sióstr oraz proboszczem parafii w latach 1932–1936. Została zapamiętana przez miejscową ludność jako wielka społeczniczka, świadcząca pomoc ludziom bez względu na wyznanie, narodowość, stan społeczny i materialny oraz światopogląd. 
W okresie II wojny światowej siostry prowadziły przytułek dla chorych i starców, a także opiekowały się sierotami wojennymi.  
W latach 80. XX wieku siostry opuściły budynek, który przejął funkcję plebanii. W 2015 roku, z powodu złych warunków technicznych, zagrażających bezpieczeństwu mieszkańców, zdecydowano o przeniesieniu mieszkania dla proboszcza i jego rodziny do pomieszczeń znajdujących się w tylnej części budynku kościoła.  
Od 1909 roku swoją siedzibę ma w nim parafialna Orkiestra Dęta.
W roku 2020 parafia rozpoczęła gruntowny remont obiektu. 

## Przeznaczenie
W wyremontowanym budynku planowane jest utworzenie Centrum Wielokulturowości "Dom na Skrzyżowaniu" im. siostry Marii Elizy Patory - ośrodka dokumenującego wielokulturowość regionu, miejsca spotkań, dialogu, integracji społecznej. W obiekcie znajdzie się duża sala konferencyjna do różnego rodzaju wydarzeń, koncertów, prelekcji i imprez, biblioteka z czytelnią, pomieszczenia socjalne, zaplecze kuchenne, pokoje gościnne. Na piętrze znajdować się będzie część muzealno-wystawiennicza dokumentująca wielokulturową spuściznę regionu i historię miejscowej parafii mariawickiej. 